# Лепиота розоватая
Лепиота розоватая (лат. Lepiota subincarnata ), или лепиота инкарнатная — ядовитый гриб семейства Шампиньоновые (Agaricaceae).

## Названия и таксономия
Научные синонимы:
- Lepiota josserandii Bon & Boiffard, 1975.
- Leucoagaricus josserandii (Bon & Boiffard) Raithelh., 1989.
- Lepiota subincarnata var. josserandii (Bon & Boiffard) Gminder, 1999.
- Lepiota josserandii var. rosabrunnea Raithelh., 1988.
- Leucoagaricus rosabrunneus (Raithelh.) Raithelh., 1989.[1]

Этимология: Lepiota (др.-греч. λεπίς «чешуя») subincarnata (лат. sub- (приставка) «немного, несколько»; incarnatus «телесный»).

## Описание
Ножка имеет размер — 2,5—4 х 0,2—0,35 см. Центральная, цилиндрическая, к основанию слегка расширяется. Ножка фистулезная, беловатая в кольцевой зоне и розоватая к низу, у старых грибов буроватая, ниже кольца войлочно-чешуйчатая, с верхушечным быстро исчезающим и редко выраженным кольцом.
Шляпка в диаметре имеет размер 2—5 см. Шляпка тонкомясистая, полукруглая, позднее выпуклая или плоско-распростёртая, с небольшим бугорком, позднее края выгибаются вверх. Цвет — охристо-буровато-инкарнатная, к краю светлее. Шляпка покрыта острыми отстающими бурыми чешуйками, с тонким подвернутым, позже распростёртым, волнистым, иногда с остатками покрывала краем.
Мякоть имеет цвет белый в шляпке и розоватый в ножке. При автооксидации по периферии окрашивается в буроватый цвет. Мякоть без особого вкуса и с приятным фруктовым запахом. Споры имеют размер 6,0—7,5 х 3,5—4 мкм, бесцветные, эллипсоидные, яйцевидно-эллипсоидные, с латеральным апикулюсом, с флюоресцирующим содержимым. Споровый порошок белый.
Пластинки свободные, тонкие, частые. Имеют белый цвет, позднее кремово-белый. Трама пластинок правильная.
Базидии четырёхспоровые. Размером 19—23 х 6—7 мкм, булавовидной формы. Стернгмы длиной 3—3,5 мкм. Хейлоцистиды — 26—30 х 7—8 мкм, цилиндрические, булавовидные. Плевроцистиды у гриба отсутствуют.
Споры имеют размер 6,0—7,5 х 3,5—4 мкм. Бесцветные. Эллипсоидные, яйцевидно-эллипсоидные, с латеральным апикулюсом, с флюоресцирующим содержимым. Споровый порошок: белый.

## Среда обитания
Растёт отдельными экземплярами или группами в кленово-дубовых, белоакациевых и хвойных лесах, полезащитных лесополосах, парках, травянистых местах. Плодоносит с июля по октябрь.

## Ареал
Растёт в странах:Франция, Дания, Бельгия, Италия, Германия, Венгрия, Россия, Казахстан, Великобритания.

## Съедобность
Гриб смертельно ядовит.

## Сходные виды
Лепиота розоватая имеет характерный внешний вид и не похож ни на один из съедобных грибов. В то же время старые грибы могут сильно походить на другие виды несъедобных лепиот.